# Aquifoliaceae
Aquifoliaceae, las aquifoliáceas, son una familia perteneciente al orden Aquifoliales. Contiene solo dos géneros de árboles y arbustos perennifolios o caducifolios, ordinariamente dioicos. 

## Descripción
El género más conocido y numeroso, Ilex, popularmente llamados acebos, consta de alrededor de 600 especies, de las cuales unas 300 son propias de países templados y tropicales, sobre todo de América. Se caracterizan por tener hojas simples y alternas con flores generalmente unisexuales, actinomorfas, inconspicuas, a menudo tetrámeras, de ovario súpero y dispuestas frecuentemente en cimas. Los frutos son drupas. 
El otro género, Nemopanthus, únicamente contiene una especie, Nemopanthus mucronatus, que difiere de las de Ilex en sus flores con un cáliz más reducido y pétalos estrechos, además de ser tetraploides, en lugar de diploides.

## Taxonomía
La familia fue descrita por Bercht. & J.Presl y publicado en O Přirozenosti rostlin, aneb rostlinar 2(110): 440, 438. 1825.

## Géneros
- Ilex
- Nemopanthus
- Prinos

Géneros pendientes de ser aceptados
- Ageria
- Arinemia
- Ennepta
- Hexotria
- Nemopanthes
- Pseudehretia
- Synstima